# Consiliul Dirigent al Transilvaniei, Banatului și ținuturilor românești din Ungaria

Membri ai Consiliului Dirigent - Rândul de jos, de la stânga la dreapta: Alexandru Vaida Voevod, Ștefan Cicio Pop, Iuliu Maniu, Vasile Goldiș, Aurel Vlad. Rândul de sus: (Ion Bordea), Iosif Jumanca, Romul Boilă, Ioan Suciu, Victor Bontescu, (Solomon Haliță), Aurel Lazăr, Emil Hațieganu, Ion Flueraș</br>* Ion Bordea și Solomon Haliță nu au făcut parte din Consiliul Dirigent

Consiliul Dirigent al Transilvaniei, Banatului și ținuturilor românești din Ungaria a fost un organism politic provizoriu, cu atribuții legislative, executive și administrative limitate, al Transilvaniei, în perioada 2 decembrie 1918 și 4 aprilie 1920.

## Înființare și componență
La data de 2 decembrie 1918, la ora 9, în sala tribunalului din Alba Iulia a avut loc o ședință a Marelui Sfat Național în care, printre altele, s-a decis componența conducerii Marelui Sfat Național, componența delegației care urmau să prezinte regelui și guvernului României hotărârile Adunării Naționale și s-a luat decizia înființării a unui comitet executiv din rândurile Marelui Sfat cu activitate permanentă care urma să conducă afacerile curente ale Transilvaniei.
În Consiliul Dirigent au fost aleși 15 membri: Iuliu Maniu (președinte), Alexandru Vaida-Voievod (vicepreședinte), Ștefan Cicio-Pop (vicepreședinte), Aurel Vlad (vicepreședinte), Vasile Goldiș (vicepreședinte), Aurel Lazăr, Ioan Suciu, Iosif Jumanca, Romul Boilă, Emil Hațieganu, Ion Flueraș, Victor Bontescu, Vasile Lucaciu, Octavian Goga și Valeriu Braniște. Cei prezenți au depus jurământul în prezența episcopului de Arad, Ioan Ignatie Papp. Au lipsit Octavian Goga și Vasile Lucaciu, aflați în străinătate, și Valeriu Braniște, bolnav
În aceeași zi, la orele 17, a avut loc prima ședință a Consiliului Dirigent și s-a stabilit sigiliul Consiliului C.D. 1918. Resortul ... , împărțirea în 12 compartimente, numite resorturi, ai căror titulari se numeau șefi de resort. S-a confirmat președintele în persoana lui Iuliu Maniu și s-au ales patru vicepreședinți: Vasile Goldiș, Alexandru Vaida-Voevod, Ștefan Cicio-Pop și Aurel Vlad, care urmau să prezideze ședințele în această ordine. Romul Boilă și Emil Hațieganu au fost însărcinați cu documentarea proceselor verbale. 
S-au stabilit șefii de resorturi, astfel: Resortul de Interne - Iuliu Maniu, Resortul Cultelor și Instrucțiunii Publice, mai apoi și rezolvarea raporturilor cu minoritățile și confesiunile locale - Vasile Goldiș, Resortul Armatei și Siguranței Publice - Ștefan Cicio-Pop, Resortul de Externe și Presă - Alexandru Vaida-Voevod, Resortul Organizării și Pregătirii Constituantei - Ioan Suciu, Resortul de Justiție - Aurel Lazăr, Resortul de Codificare - Emil Hațieganu, Resortul de Finanțe - Aurel Vlad, Resortul de Agricultură și Comerț - Victor Bontescu, Resortul de Comunicații, Lucrări Publice, Poștă, Telegraf și Alimentație - Romul Boilă, Resortul Social și Igienă - Ion Flueraș, Resortul de Industrie - Iosif Jumanca, iar Octavian Goga, Vasile Lucaciu și Valeriu Braniște erau membri ai consiliului fără resort, urmând să primească sarcini în momentul în care își vor ocupa efectiv funcțiile.
Componența și organigrama Consiliului Dirigent nu au rămas aceleași pe toată durata existenței, ci au înregistrat mai multe modificări. Schimbările au fost cauzate de prevederile decretului-lege de organizare a Transilvaniei, a intrării unor șefi de resort în guvernul Vaida, a unor demisii cauzate de considerente de partid sau personale, a desființării sau înființării de resorturi.
Astfel, la scurt timp după înființare, resorturile Armatei și Siguranței Publice și cel de Externe și Presă s-au desființat. La 18 ianuarie 1919 Ștefan Cicio-Pop, printr-o circulară, aducea la cunoștință numirea generalului Ioan Boeriu la comanda armatei din Transilvania și trecerea Siguranței Publice și a gărzilor naționale la Resortul de Interne. În partea finală a notei se sublinia că: „Armata ardeleană română este parte integrantă a armatei române.”
Valeriu Braniște, datorită sănătății sale precare, a participat la prima ședință a Consiliului abia la 18 martie 1919, când a fost numit șeful Resortului de Culte și Instrucțiune Publică.

Octavian Goga se afla la 1 decembrie 1918 la Paris, dar a primit cu satisfacție alegerea sa în Consiliul Dirigent, astfel la începutul lui ianuarie 1919 îi scria lui Maniu:
„Mai întâi vă strâng mâna tuturor care, întelegând rostul vremii, v-ați pus în fruntea mișcării și ați realizat unirea politică care de atâta vreme trăia în toate fibrele de simțire ale neamului. Adunarea de la Alba Iulia, această manifestare grandioasă a conștiinței noastre naționale, înscrie o nouă pagină de glorie pe urma  adunării de la Blaj”
Vasile Lucaciu aflat, de asemenea, în străinătate, participă la prima ședință a Consiliului Dirigent la 4 octombrie 1919, dar se face remarcat mai mult ca deputat decât ca dirigent.
Ioan Suciu demisioneză din Consiliul Dirigent la 5 octombrie 1919, devenind președintele Consiliului Superior de Agricultură din Cluj, desființându-se și Resortul Organizării.
La 31 iulie 1919 Partidul Social-Democrat a decis încetarea colaborării cu Partidul Național Român și și-a retras cei doi reprezentați din Consiliul Dirigent, astfel Ioan Flueraș și Iosif Jumanca și-au anunțat demisia la 4 august 1919. Iar la 11 august Marele Sfat Național a numit doi noi membri în Consiliul Dirigent și s-a constituit un Resort al Industriei și Comerțului, condus de Mihai Popovici, Victor Bontescu rămânând șef de Resort la Agricultură, iar Tiberiu Brediceanu a fost numit șeful resortului de Ocrotiri Sociale, la care a trecut și Secția Artelor.

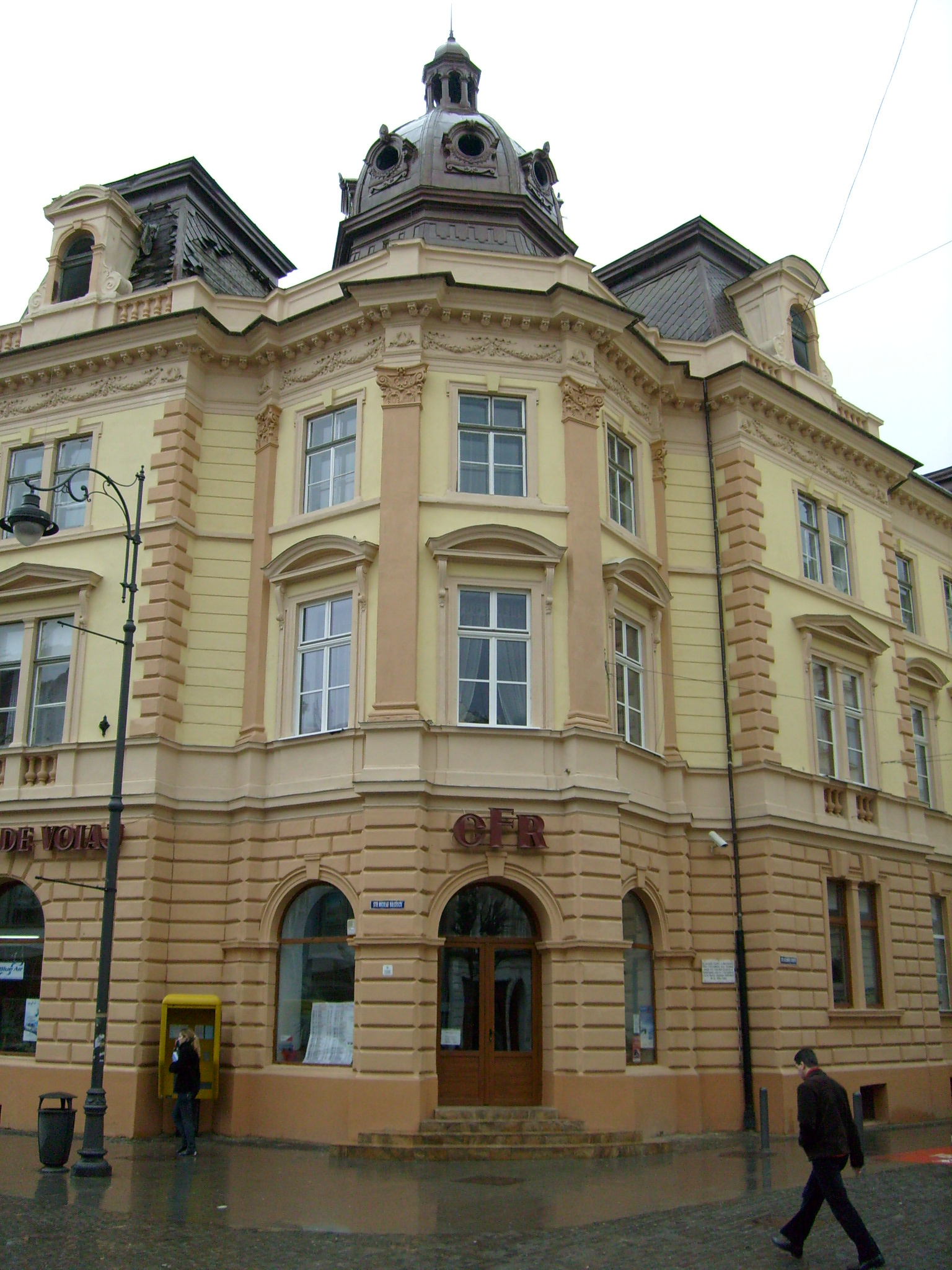
Comandamentul Armatei Imperiale și Regale de la Sibiu, edificiu în care a funcționat Consiliul Dirigent al Transilvaniei

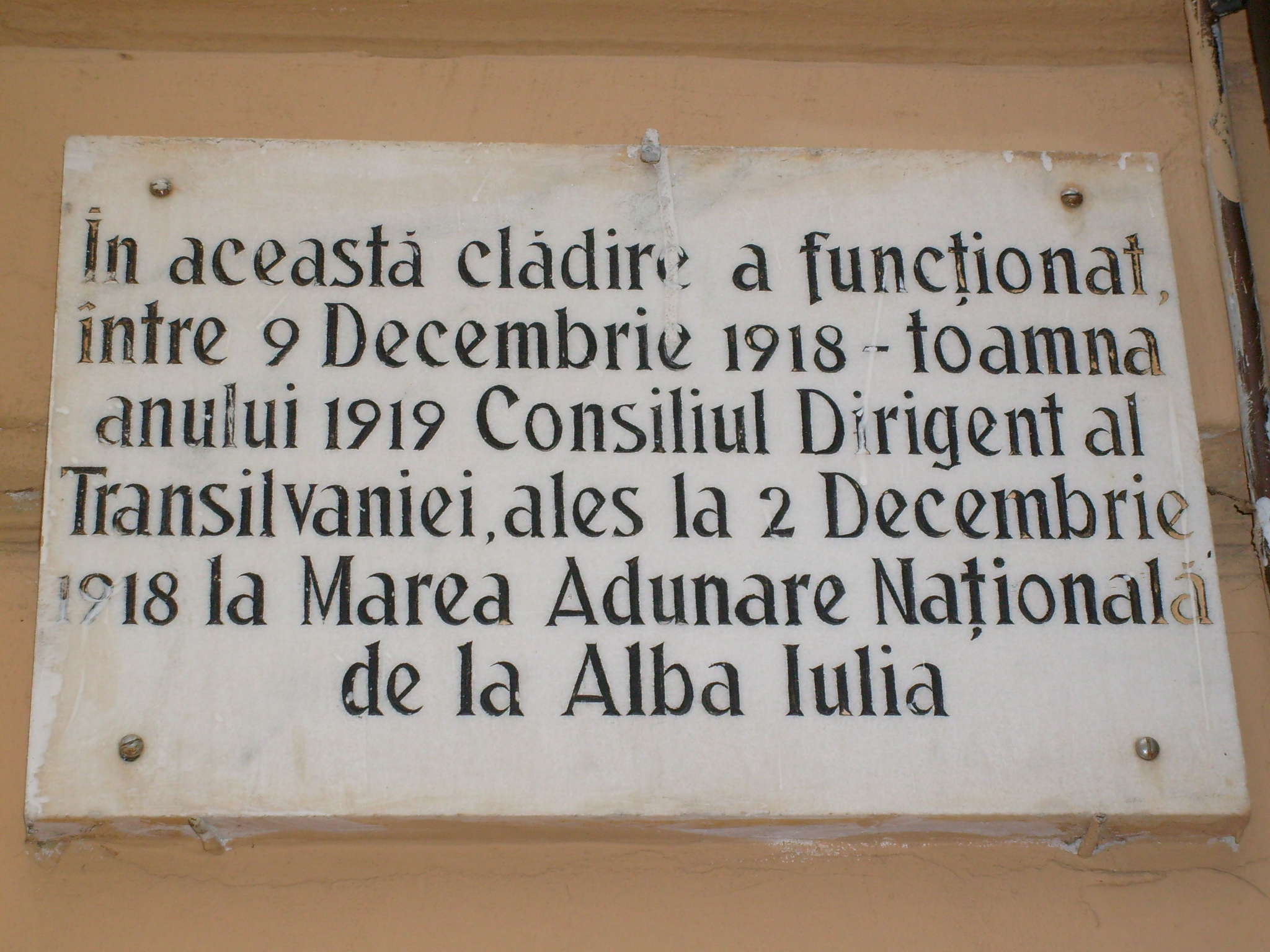
Placa memorială de pe clădirea din Sibiu în care a funcționat Consiliul Dirigent al Transilvaniei

## Activitate
Pe durata funcționării, între 2 decembrie 1918 și 10 aprilie 1920, Consiliului Dirigent a ținut 256 ședințe cu 3.234 de probleme înscrise la ordinea de zi. Ședințele Consiliului Dirigent s-au ținut la Alba Iulia (2, 3, 4 decembrie 1918), Sibiu (9 decembrie 1918 - 18 noiembrie 1919), în trenul care-i ducea spre București pe cei aleși în circumscripțiile electorale ale Transilvaniei (18 noiembrie 1919), București (21, 25 noiembrie, 3 decembrie 1919) și Cluj (17 decembrie 1919 - 10 aprilie 1920).
Consiliul Dirigent a emis 24 de decrete, iar acțiunea de legiferare a încetat o dată cu întrunirea parlamentului țării la 20 noiembrie 1919.
La 14 decembrie 1918 a apărut la Sibiu organul de presă al Consiliului Dirigent, purtând numele de Gazeta oficială publicată de Consiliul Dirigent al Transilvaniei, Banatului, Maramureșului și părților ungurene, în care s-au publicat hotărârile, decretele, ordonanțele, notele circulare ale șefilor de resort etc. Redactor a fost Teodor V. Păcățian, iar administrator Gheorghe Vitencu. Gazeta a apărut până la 31 martie 1920, în 99 de numere, la Sibiu până la 18 octombrie 1919 (nr. 61) și la Cluj în continuare.

### Activitatea politică
La 11 decembrie 1918, Consiliul Dirigent întocmește la Sibiu manifestul intitulat Către națiunea română din Transilvania, Banat și Țara Ungurească, publicat în nr. 1 din 14 decembrie 1918 al Gazetei Oficiale, în care se aducea la cunoștință tuturor constituirea sa în vederea conducerii „provizorii a Transilvaniei până la întrunirea Constituantei” și se angaja să-și conducă activitatea după principiile democratice proclamate la Alba Iulia.
Una dintre primele acțiuni ale Consiliului Dirigent a fost comunicarea către guvernul a hotărârii de unire a Transilvaniei cu România și constituirea sa. Rezoluția Adunării de la Alba Iulia, tradusă de Emil Hațieganu a fost transmisă de către Alexandru Vaida-Voevod prin intermediul lui Ioan Erdelyi, aflat la Budapesta.
Prin nota din 9 decembrie 1918, citită în ședința Consiliului Dirigent din 11 decembrie 1918, guvernul Károlyi Mihály făcea cunoscut că aflase despre Hotărârea de la Alba Iulia și despre formarea unui comitet compus din 15 membri, dar că, în conformitate cu prevederile Convenției de la Belgrad, potrivit cărora administrația va rămâne și în continuare sub autoritatea guvernului maghiar, declara că deciziile de la Alba Iulia veneau în contradicție cu actul sus-numit, din care cauză nu ia în considerare hotărârile adoptate și le condamnă cu asprime.
După ce prin Manifest se avea în vedere ruperea relațiilor cu guvernul maghiar, la 19 februarie 1919 este emis Decretul VII prin care se declara drept nul și neavenit orice act de înstrăinare sau de dispunere asupra unor bunuri mobile sau imobile ale statului aflate pe teritoriile unite cu România la 1 decembrie 1918.

În ziua de 14 decembrie Vasile Goldiș, în numele delegației transilvănene a Marelui Sfat Național, a predat regelui Ferdinand I Rezoluția votată de Adunarea Națională de la Alba Iulia. La 15 decembrie, ziarul arădean Românul publica:
Consiliul Dirigent [de fapt Marele Sfat] din Sibiu după consultări mature a decis să predea imperiul ocârmuit de el și care cuprinde teritoriul celor 26 comitate în mâinile Majestății Sale regelui Ferdinand. Acest pas făcut de Consiliul Dirigent este un pas istoric a cărui importanță o ghicesc toți fiii neamului, cărturari și țărani, care acum înfrățiți în cugete și simțiri asediază trenul delegațiunii Consiliului Dirigent și prin uralele și aclamațiile lor aprobă deciziunea politică.
La scurt timp după înmânarea actului unirii, Iuliu Maniu, Alexandru Vaida-Voevod, Vasile Goldiș și Aurel Vlad au discutat cu guvernul României chestiuni generale și speciale, iar ca rezultat al acestora, la 24 decembrie 1918, s-a emis două decrete-legi, primul se referea la recunoașterea Unirii și stipula că ținuturile cuprinse în hotărârea Adunării Naționale din Alba Iulia de la 1 decembrie 1918 sunt și rămân de-a pururea unite cu Regatul României, iar al doilea la organizarea Transilvaniei până la definitiva organizare a României întregite și stabilea principiile și modalitățile concrete de conducere a afacerilor transilvănene de către guvern și Consiliul Dirigent, pentru o perioadă de timp limitată, destinată unificării legislative și instituționale. Consiliul Dirigent trebuia să prezinte guvernului proiectul de reformă electorală care să cuprindă votul universal și proiectul de reformă agrară, iar în problemele legate de armată, afaceri externe, circulația financiară, mijloace de comunicație, împrumuturi publice, vămi, siguranța generală a statului guvernul României devenea factorul de conducere și decizie. Transilvania era reprezentată în guvern prin trei miniștri fără portofoliu, care urmau să facă propuneri de decrete-legi, funcție de prioritățile din teritoriu. Primii miniștri desemnați au fost Ștefan Cicio-Pop, Vasile Goldiș și Alexandru Vaida-Voevod.
În guvernul Arthur Văitoianu (27 septembrie - 30 noiembrie 1919) Transilvania a fost reprezentată prin aceiași miniștri fără portofoliu, iar în guvernul Alexandru Averescu (13 martie 1920 - 16 decembrie 1921) de Octavian Goga și Vasile Goldiș.
Din delegația română la Conferința de pace au făcut parte și români transilvăneni, propuși de Consiliul Dirigent, acceptați și numiți de forurile de la București: oameni politici - Alexandru Vaida-Voevod și experți - Caius Brediceanu, Mihai Șerban, George Crișan, Ionel Mocioni, Ion Grigore, Ion Iosif, Ion Coltor, Nicolae Bogdan etc.

### Activitatea administrativă

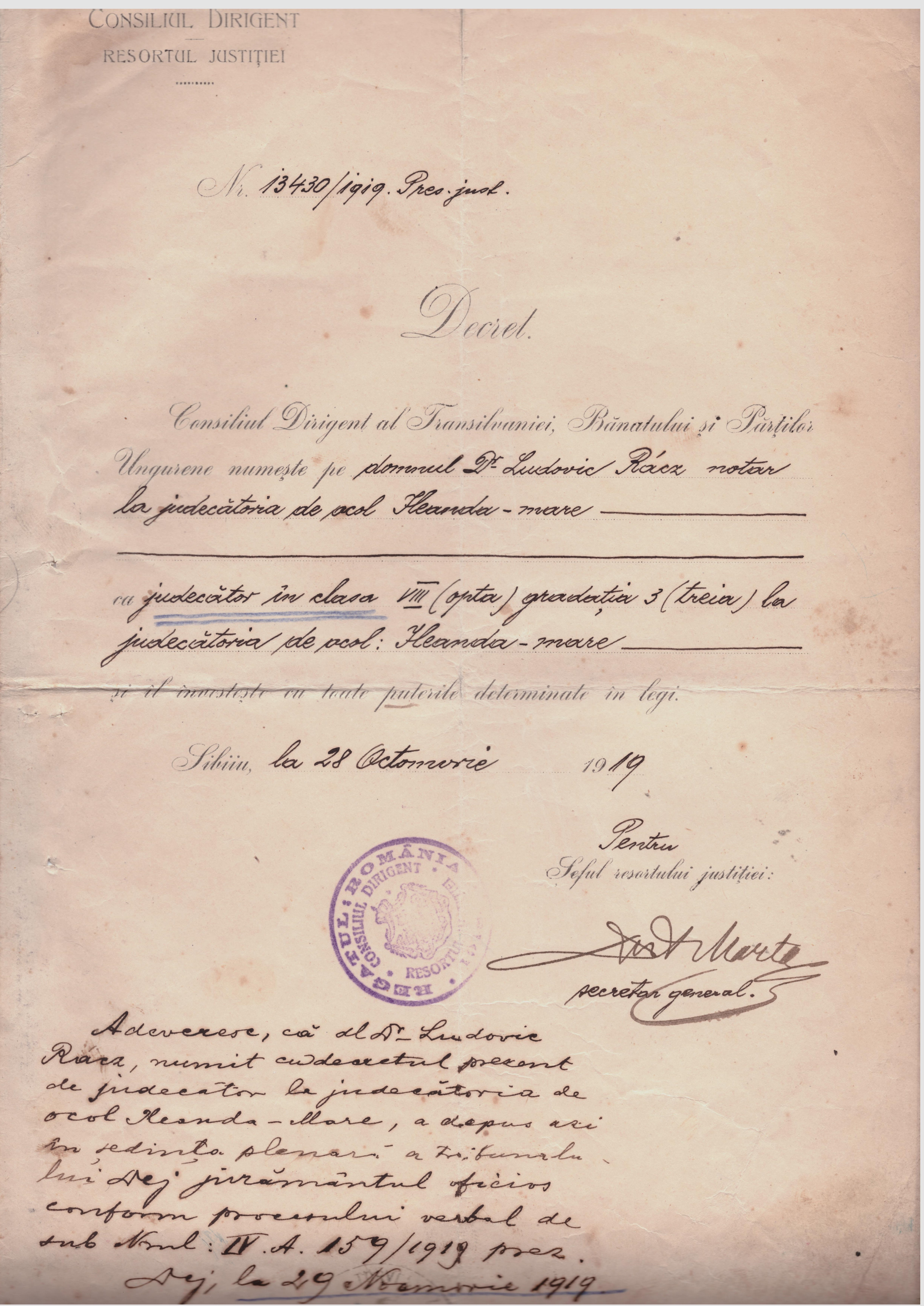
Decret al Consiliului Dirigent din 1919

În anul 1918 pe teritoriul Transilvaniei era în vigoare atât dreptul civil maghiar, cât și codul civil austriac din 1811, modificat în 1876, la care se adăugau ordonanțele regale și ministeriale emise în perioada 1867-1918. Această situație făcând dificilă aplicarea unitară a legilor în țară, iar problema unificării legislative se impunea din considerente politice, sociale și juridice.
În Transilvania, la acea dată, instanțele judecătorești erau: judecătoriile de ocol (urbane și rurale), tribunalele, Curțile de Apel, Curțile cu jurați, autorități administrative investite cu drept de jurisdicțiune.
Prin Decretul I emis la 24 ianuarie 1919 se prevedea că „Legile, ordonanțele, regulamentele și statutele legale, emanate înainte de 18 octombrie 1918, rămân în interesul ordinei publice și pentru a asigura continuitatea de drept până la altă dispoziție, în mod provizoriu,”
Într-o primă etapă, prin Ordonanța nr. 121 referitoare la judecători, avocați și notari publici, s-a extins jurisdicția statului român asupra instanțelor din cele 15 județe aflate la acel moment sub controlul efectiv al Consiliului Dirigent, instanțe subordonate Curții de Apel Cluj și Curții de Apel Târgu Mureș. Ordonanța prevedea  și depunerea jurământului de fidelitate a personalului juridic față de statul român. A doua etapă în extinderea autorității Resortului de Justiție asupra instanțelor judiciare de pe teritoriul Transilvaniei s-a realizat prin Ordonanța nr. 1200 din 18 iunie 1919, prin care se separa jurisdicția județelor Arad, Bihor, Mureș, Sătmar, Sălaj și Ugocea de cea a statului maghiar și se subordonau statului român. Iar cea de-a treia etapă, prin Ordonanța nr. 6267 din 9 august 1919, primită de Consiliul Dirigent la 13 august, se extindea autoritatea Resortului de Justiție și asupra județelor Caraș-Severin, Timiș-Torontal, Bichiș și Cenad.
Prin Decretele I și II ale Consiliului Dirigent limba română devine limba oficială în servicile publice, iar pentru celelalte etnii urmau să se aplice dizpozițiile Legii minorităților din anul 1868, cu mențiunea că în textul legii în locul „limbii maghiare” se înlocuia cu „limba română”.
Decretul V din 8 februarie 1919 declara cu putere retroactivă nul și neavenit pe teritoriul Transilvaniei art. XVII din 1915 care condamna trădătorii de patrie. Iar prin Ordonanța din 15 februarie 1919, de aplicare a Decretului V, se cerea sistarea imediată a procedurilor intentate sub titlul trădării de patrie, ridicarea sechestrelor, recompensarea materială și reabilitarea morală a celor care au avut de pătimit în anii Primului Război Mondial pentru sentimentele de unitate politică românească.
Deoarece instanțele din Transilvania se aflau sub jurisdicția Curiei din Budapesta s-a adoptat soluția, concretizată printr-un Decret-Lege în noiembrie 1919, a înființării a trei Secțiuni transilvănene pe lângă Curtea de Casație și Justiție din București.
Contrar prevederilor Convenției de la Belgrad, Consiliul a început numirea de prefecți în județele românești, chiar și în acele județe aflate dincolo de linia de demarcație. Astfel, în prima etapă, la propunerea șefului Resortului de Interne au fost numiți prefecții în cele 15 județe aflate sub controlul Consiliului Dirigent, la 29 decembrie 1918: Octavian Vasu (județul Făgăraș), Nicolae Comșa (județul Sibiu), Toma Vasinca (județul Hunedoara), Ioan Pop (județul Alba), Zosim Chirtop (județul Turda Arieș), Gavril Tripon (județul Bistrița-Năsăud), Dionisie Roman (județul Târnava Mare), la 11 ianuarie 1919 au fost numiți: Marcian Căluțiu (județul Târnava Mică), Ioan Vescan (județul Mureș-Turda), Simion Tămașiu (județul Cojocna), Teodor Mihali (județul Solnoc-Dăbâca), Silviu Moldovam (județul Ciuc), iar la 22 ianuarie: George Baiulescu (județul Brașov) și Nicolae Vecerdea (județul Trei Scaune).
În cea de-a doua etapă au fost numiți, la 27 martie 1919: George Pop la Sălaj, Alexandru Racoți la Sătmar, Ioan Ciordaș la Bihor și Iustin Marșieu la Arad, iar în data de 28 aprilie a fost instalat Vasile Chiroiu la Maramureș.
În intervalul mai - iulie 1919 a avut loc cea de-a treia etapă cu numirea la 5 mai a lui Ioan Marcus la Bichiș și a lui George Dobrin la Caraș -Severin, la 12 iunie numirea lui Gheorghe Popoviciu la Cenad, iar la 25 iulie a avut loc numirea lui Aurel Cosma la Timiș-Torontal. Mult mai târziu, la 4 februarie 1920, a fost numit Valer Neamțu în județul Odorhei.
Orașele cu titlu de municipiu erau conduse de un prefect diferit de cel al județului. Această lege administrativă s-a aplicat orașelor: Cluj, Sibiu, Târgu Mureș, Arad, Oradea, Timișoara și Satu Mare. Astfel, la 11 ianuarie 1919 au fost numiți Valeriu Poruțiu, prefect al Clujului și fostul primar Albert Dorr, prefect al Sibiului, la 16 ianuarie Eugen Bran a fost numit prefect al Târgului Mureș, la 23 septembrie au fost numiți Romul Veliciu la Arad și Nicolae Zigre la Oradea, iar la 2 octombrie a fost numit Stan Vidrighin la Timișoara și Augustin Frențiu la Satu Mare.

### Activitatea economică și socială
În domeniul industriei, Consiliul Dirigent a preluat întreprinderile care aparținuseră statului maghiar, a organizat instituții care au coordonat activitatea industrială, a încercat să soluționeze criza de combustibil, a reglementat condițiile de muncă și de trai ale muncitorilor.
În februarie 1919 Resortul de industrie a creat o Direcție a minelor pentru administrarea minelor metalifere și uzinelor metalurgice de la Baia Mare, minelor de la Abrud și Săcărâmb, uzinei metalo-chimice de la Zlatna, uzinelor siderurgice din Hunedoara și Cugir, minelor de cărbuni din Lonea etc.
La 16 iunie 1919 Consiliul Dirigent a decis ca Societatea maghiară de gaz metan, înființată la 26 noiembrie 1915, să fie pusă sub sechestru judiciar, situație care s-a menținut până la încetarea activității Consiliului. 
Resortul de agricultură a elaborat și definitivat, după consfătuiri cu reprezentanți ai minorităților etnice, un proiect de lege agrară care a fost dezbătut și aprobat de Marele Sfat Național, devenit decretul-lege de reformă agrară nr. 3911 din 1919. Dar acest decret nu a fost aplicat, reforma agrară în Transilvania fiind întocmită după o nouă lege întocmită în anul 1921.
Decretul-lege nr. 3632 emis la 24 decembrie 1918 prevedea că circulația financiară, vămile și împrumuturile publice erau în administrarea guvernului de la București. De asemenea, Consiliul Dirigent a început unificarea monetară, considerând că, în 1918, în Transilvania circulau mai multe semne de valori: leul românesc emis de Banca Națională, leul emis prin Banca Generală de către ocupanții germani, coroana austro-ungară, rubla Romanov și rubla de Lwow.
În domeniul transporturilor și telecomunicațiilor au fost înființate Comisii Centrale pentru exploatarea și organizarea căilor ferate, a poștei, telegrafului și a telefoanelor.
În învățământ, Consiliul Dirigent a dispus trecerea școlilor maghiare în posesia statului român și transformarea lor în școli românești, organizând învățământ de toate gradele și tipurile, urmând exemplul României. Dar a susținut și școli de stat sau secții ale acestora în limbile minorităților etnice. La Cluj, la inițiativa Consiliului Dirigent, s-au înființat Universitatea românească, Academia de Agricultură, Institutul de Istorie, de Chimie, de Speologie, Muzeul Limbii Române, Grădina Botanică, Teatrul Național, Opera Română, Conservatorul de Muzică.
Decretul XXI aducea modificări legilor maghiare în domeniul sanitar. Consiliul Dirigent a dispus înființarea Spitalului din Abrud, a ambulatoarelor policlinice și a Institutului Surorilor de Ocrotire, primele instituții cu caracter profilactic din Transilvania, pentru combaterea epidemiilor.

## Încetarea activității
În noiembrie 1919 și, mai apoi, în 4 februarie 1920, Consiliul Dirigent a decis întocmirea unui proiect de lege privind încetarea activității sale, care ar fi urmat să fie dezbătut în parlamentul țării, însă înlocuirea guvernului Vaida-Voevod cu guvernul Averescu, la 13 martie 1920, a transformat problema încetării acestui organism politic într-o puternică dispută politică între Partidul Național Român și guvernul Averescu.
Activitatea Consiliului Dirigent a fost sistată prin decretul-lege nr. 1462, semnat de rege la 2 aprilie și dat publicității la 4 aprilie 1920. Ultima ședință a Consiliului Dirigent a avut loc la Cluj, în 10 aprilie 1920. Locul Consiliului a fost luat de Comisia Centrală de Unificare, în subordinea guvernului, cu o organizare și atribuții diferite.